# Mallemolen (straat)
Mallemolen is de naam van een hofje en een straatje in Den Haag. Straat en hofje zijn vernoemd naar de molen die zich in de zeventiende eeuw op de locatie van het hofje bevond. Het werd gebouwd door timmerman-aannemers Johannes Jäger en S. v.d. Kamp.

## Hofje en straat
Waar de molen had gestaan, werd aan het eind van de 18e eeuw, in de Franse tijd, een hofje gebouwd om de soldaten van Napoleon te kunnen huisvesten. Dit gedeelte maakt deel uit van de Archipelbuurt. Het hofje bevindt zich ten noorden van de  Javastraat en bestaat uit twee parallel lopende straatjes met aan weerszijden huisjes met een beneden- en een bovenverdieping. De enige toegang is vanaf de Javastraat.
Mallemolen is ook de naam van het straatje aan de zuidkant van de Javastraat, behorend tot de wijk Willemspark. Dit straatje eindigt bij de Frederikstraat. De meeste huizen in het straatje, waar vroeger een kazerne gevestigd was, zijn gebouwd rond 1900.
De eigenaar van Mallemolen 75 en 77 is de Koninklijke Haagse Woningvereniging van 1854. Deze woningen behoren tot het complex Hof Schuddegeest.

## Bekende bewoners
- Kees van Bohemen, Jan Cremer, Lotti van der Gaag, F.B. Hotz, Helga Ruebsamen, Paul van Vliet, Dolf de Vries.[1]